# Campionati europei di atletica leggera 2014 - 10000 metri piani femminili
I 10000 metri femminili ai Campionati europei di atletica leggera 2014 avranno luogo il 12 agosto.

## Record
Prima di questa competizione, il record del mondo (RM), il record europeo (EU) ed il record dei campionati (RC) sono i seguenti:
| Record                | Tempo    | Atleta            | Luogo             | Data       |
| --------------------- | -------- | ----------------- | ----------------- | ---------- |
| Record mondiale       | 29'31"78 | Wang Junxia       | Pechino           | 8-09-1993  |
| Record europeo        | 29'56"34 | Elvan Abeylegesse | Pechino           | 15-08-2008 |
| Record dei campionati | 30'01"09 | Paula Radcliffe   | Monaco di Baviera | 6-08-2002  |

## Programma
| Data           | Ora   | Turno  |
| -------------- | ----- | ------ |
| 12 agosto 2014 | 20:10 | Finale |

## Risultati

### Finale
| Posizione | Nome                  | Nazione     | Tempo | Note |
| --------- | --------------------- | ----------- | ----- | ---- |
|           | Katarína Berešová     | Slovacchia  |       |      |
|           | Lucie Sekanová        | Rep. Ceca   |       |      |
|           | Laila Traby           | Francia     |       |      |
|           | Jeļena Prokopčuka     | Lettonia    |       |      |
|           | Dulce Félix           | Portogallo  |       |      |
|           | Runa Skrove Falch     | Norvegia    |       |      |
|           | Sophie Duarte         | Francia     |       |      |
|           | Carla Salomé Rocha    | Portogallo  |       |      |
|           | Gema Barrachina       | Spagna      |       |      |
|           | Jip Vastenburg        | Paesi Bassi |       |      |
|           | Jo Pavey              | Regno Unito |       |      |
|           | Fionnuala Britton     | Irlanda     |       |      |
|           | Almensch Belete       | Belgio      |       |      |
|           | Zsófia Erdélyi        | Ungheria    |       |      |
|           | Karolina Jarzynska    | Polonia     |       |      |
|           | Clémence Calvin       | Francia     |       |      |
|           | Dolores Checa         | Spagna      |       |      |
|           | Sara Moreira          | Portogallo  |       |      |
|           | Valentina Galimova    | Russia      |       |      |
|           | Lidia Rodríguez       | Spagna      |       |      |
|           | Anastasía Karakatsáni | Grecia      |       |      |
|           | Volha Mazuronak       | Bielorussia |       |      |
|           | Krisztina Papp        | Ungheria    |       |      |
|           | Yelena Nagovitsyna    | Russia      |       |      |
|           | Sabrina Mockenhaupt   | Germania    |       |      |
|           | Beth Potter           | Regno Unito |       |      |

Legenda: DSQ = squalificato; DNF = ritirato.